# Velykyï Lioubin
Velykyï Lioubin (ukrainien : Вели́кий Лю́бінь) est une commune urbaine de l'oblast de Lviv, en Ukraine. Elle compte 4 548 habitants en 2021.